# 法比安·贝蒂娜
法比安·贝蒂娜（匈牙利語：Fábián Bettina，2004年12月13日—），匈牙利女子游泳运动员，2023年世界游泳锦标赛混合团体6公里接力银牌得主、2024年世界游泳锦标赛混合团体6公里接力铜牌得主。